# کاهنده جونز
کاهنده جونز(به انگلیسی: Jones reductor) وسیله ای است که برای کاهش یون های فلزی در محلول آبی به حالت اکسیداسیون بسیار کمتر مورد استفاده قرار می گیرد. این وسیله شامل یک لوله حاوی ملغمه روی است . می توان از این وسیله برای تهیه محلول یون هایی مانند کروم (II)، Cr2+ و اورانیوم (III)، U3+ استفاده کرد که بلافاصله در اثر تماس با هوا اکسید می شوند.